# 臺北市立文山特殊教育學校
24°59′29″N 121°34′03″E / 24.99139°N 121.56763°E
臺北市立文山特殊教育學校（簡稱文山特教），位於中華民國臺北市文山區，鄰近文山區公所、木柵市場。不分類招收身心障礙的學生，其幼兒部亦有招收普通生。

## 校史
- 民國83年3月19日：教育局委託臺北市立啟智學校辦理臺北市第二啟智學校籌設之相關業務。
- 民國83年12月1日：成立第二啟智學校籌備處，並由臺北市立啟智學校周來香校長兼任籌備處主任。
- 民國85年1月26日：教育局同意將籌備中之第二啟智學校規劃為師院附屬之實驗特殊學校。
- 民國85年2月27日：教育局市師教授柯平順兼任第二啟智學校籌備處主任。
- 民國87年8月28日：奉市長核可自89會計年度更名為「臺北市立文山特殊教育實驗學校」。
- 民國88年5月17日：舉行開工動土典禮。
- 民國91年1月31日：籌備處柯平順主任榮退。
- 民國91年2月1日：成校，校名經市長核示更名為「臺北市立文山特殊教育學校」，並舉行新任林麗華校長佈達典禮。
- 民國91年2月4日：舉行新舊任校長交接典禮。
- 民國91年3月7日：舉行「臺北市立文山特殊教育學校」掛牌儀式。
- 民國91年8月：正式招生。
- 民國94年8月：林麗華校長榮退，由教務處張靜玉主任接任校長。
- 民國98年7月31日：張靜玉校長連任在龍門國中舉行佈達典禮。

## 外部連結
- 臺北市立文山特殊教育學校 （页面存档备份，存于）